# Like a Prayer (cançó)
«Like a Prayer» és una cançó interpretada per la cantant estatunidenca Madonna, inclosa en el seu quart àlbum d'estudi homònim. La companyia Sire Records la va publicar com a primer senzill del disc el 3 de març de 1989 i va figurar posteriorment en els recopilatoris The Immaculate Collection (1990) i Celebration (2009). Composta i produïda per Madonna i Patrick Leonard, va suposar un enfocament més personal i artístic en l'obra de la cantant, la qual creia que la seva música necessitava atraure un públic més adult. El tema principal tracta sobre una jove apassionada i enamorada de Déu, el qual es converteix en l'única figura masculina en la seva vida.
De gènere pop rock, incorpora música gòspel així com un cor i una guitarra de rock. Madonna va introduir textos litúrgics en la lletra, però va canviar el context perquè tingués un doble sentit. Va ser aclamada per la crítica i diversos mitjans de comunicació la van escollir com la cançó més destacada de l'artista. Així mateix, ha estat inclosa en diferents llistes de les millors cançons de tots els temps, tals com les de Rolling Stone, Blender i NME, entre d'altres. Des del punt de vista comercial, va ser el seu sisè i setè número u al Regne Unit i als Estats Units, respectivament, i també va arribar a posicions més altes en gairebé tots els mercats musicals.
Mary Lambert va dirigir el videoclip. Madonna és testimoni de l'assassinat d'una dona a mans de supremacistes blancs. Quan arresten per error a un home negre pel crim, s'amaga en una església per demanar fortalesa i així declarar com a testimoni. Unit a això, es mostren símbols catòlics com estigmes, creus en flames a l'estil Ku Klux Klan i escenes en què fa un petó a un sant negre en un somni. El Vaticà va condemnar el vídeo després de la seva estrena i grups familiars i religiosos van protestar contra la seva retransmissió. A més, van boicotejar productes de la marca Pepsi, que havia utilitzat la cançó en un comercial protagonitzat per la cantant, de tal manera que la companyia va cancel·lar el seu contracte publicitari, encara que se li va permetre conservar el pagament de cinc milions de dòlars.
Madonna va incloure «Like a Prayer» en el repertori de sis de les seves gires mundials, la més recent a Madame X Tour (2019-20), i múltiples artistes n'han gravat una versió. La cançó va destacar pel caos que va causar el videoclip i les diverses interpretacions del seu contingut, la qual cosa va conduir a discussions entre acadèmics i crítics de música i cinema. Juntament amb l'àlbum homònim, ha estat considerada un moment decisiu en la seva carrera i va ser llavors quan la crítica va començar a reconèixer-la com una artista rellevant en lloc d'una estrella del pop qualsevol.

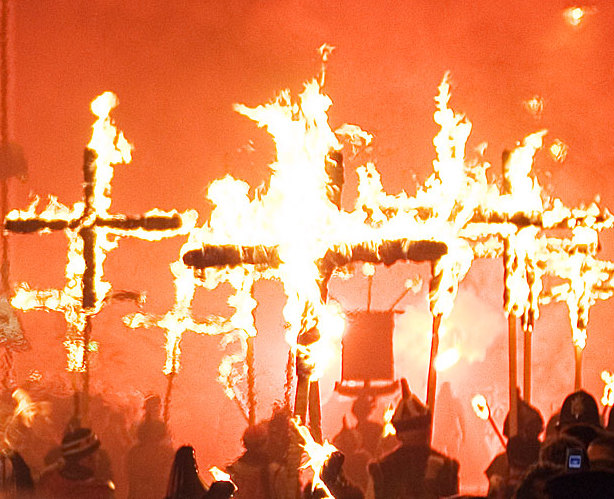
En el vídeo hi ha una presa on Madonna balla en un camp amb creus cremant-se

## Premis i nominacions
En els MTV Video Music Awards de 1989, «Like a Prayer» va obtenir dues nominacions en les categories d'elecció dels televidents i vídeo de l'any, i va guanyar-ne la primera. Irònicament, el lliurament va ser patrocinat per Pepsi, i quan Madonna va pujar a l'escenari per rebre el seu premi, va donar les gràcies a la companyia per haver causat «tanta controvèrsia».
Aquell mateix any va ser nominat a millor senzill i vídeo pop en els Smash Hits Poll Winners Party, organitzats per la revista Smash Hits, i a vídeo de l'any en els New Music Awards. El 1990 va estar entre els candidats a senzill dance favorit i senzill internacional de l'any en els American Music i Juno Awards, respectivament. A més, l'American Society of Composers, Authors and Publishers (ASCAP) la va reconèixer com una de les cançons més escoltades de 1989, en la setena edició anual dels ASCAP Pop Awards. Al maig de 2001, l'Associació de Producció de Vídeos Musicals (MVPA, per les seves sigles en anglès) va honrar a «Like a Prayer» amb el Premi del Saló de la Fama. Mary Lambert, la qual va acceptar el reconeixement, va agrair a Madonna per la seva visió i va afegir que ella va tenir «la sort de poder pintar les imatges en el meu cap».